# Freies Objekt
Freie Objekte werden in der abstrakten Algebra untersucht. Es handelt sich um algebraische Strukturen, in denen nur diejenigen Gleichungen gelten, die aus den definierenden Axiomen der algebraischen Struktur folgen, die also frei von weiteren Relationen sind. In der Kategorientheorie definiert man freie Objekte durch eine universelle Eigenschaft.

## Definition
Es sei {\displaystyle (\mathrm {K} ,V)} eine konkrete Kategorie mit dem Vergissfunktor {\displaystyle V\colon \mathrm {K} \rightarrow \mathrm {Set} }.
Gegeben seien ferner eine Menge {\displaystyle X}, ein Objekt {\displaystyle A} aus {\displaystyle \mathrm {K} } und eine injektive Abbildung {\displaystyle i\colon X\rightarrow V(A)}.
Das Paar {\displaystyle (A,i)} heißt frei über {\displaystyle X}, wenn folgende universelle Eigenschaft erfüllt ist:
Für jedes Objekt {\displaystyle B} aus {\displaystyle \mathrm {K} } und jede Abbildung {\displaystyle f\colon X\rightarrow V(B)} gibt es genau einen Morphismus {\displaystyle g\colon A\rightarrow B} mit {\displaystyle f=V(g)\circ i}, das heißt, dass das folgende Diagramm kommutativ ist:
{\displaystyle {\begin{array}{c}X{\xrightarrow {\quad i\quad }}V(A)\\{}_{f}\searrow \quad \swarrow {}_{V(g)}\\V(B)\quad \\\end{array}}}
Oft ist {\displaystyle X\subset V(A)} und {\displaystyle i} die Inklusionsabbildung. Dann lässt man {\displaystyle i} weg und nennt, etwas ungenau, {\displaystyle A} das freie Objekt über {\displaystyle X}.

## Eindeutigkeit
Sind {\displaystyle (A,i)} frei über {\displaystyle X} und {\displaystyle ({\tilde {A}},{\tilde {i}})} frei über {\displaystyle {\tilde {X}}} und sind {\displaystyle X} und {\displaystyle {\tilde {X}}} gleichmächtig, so sind {\displaystyle A} und {\displaystyle {\tilde {A}}} isomorph.
Wenn es also freie Objekte gibt, so sind diese bis auf Isomorphie eindeutig und hängen nur von der Mächtigkeit der Menge ab.

## Beispiele
Der wohl bekannteste Fall ist die Kategorie der Vektorräume über einem festen Körper {\displaystyle K} mit den K-linearen Abbildungen als Morphismen. Der Vergissfunktor bildet einen Vektorraum auf die Menge der Elemente des Vektorraums ab, vergisst also die Vektorraumstruktur. Ist {\displaystyle X} eine Menge, so gibt es einen über {\displaystyle X} freien Vektorraum. Dazu betrachte den Vektorraum {\displaystyle E} aller Abbildungen {\displaystyle f\colon X\rightarrow K} mit endlichem Träger. Ist {\displaystyle i_{x}\in E} die Abbildung, die {\displaystyle x} auf 1 und jedes andere Element aus {\displaystyle X} auf 0 abbildet, so ist {\displaystyle i\colon X\rightarrow E,x\mapsto i_{x}} eine injektive Abbildung und {\displaystyle (E,i)} ist frei über {\displaystyle X} im Sinne obiger Definition. {\displaystyle \{i_{x}\mid x\in X\}} ist eine Basis von {\displaystyle E}. Der Eindeutigkeitssatz ist hier nichts weiter als der bekannte Satz, dass Vektorräume mit gleichmächtigen Basen isomorph sind.
Hier gibt es noch die Besonderheit, dass jeder Vektorraum frei ist, denn jeder Vektorraum hat eine Basis und ist frei über jeder Basis.
Weitere Beispiele sind
- Freie abelsche Gruppe
- Freie assoziative Algebra
- Freie Gruppe
- Freie Lie-Algebra
- Freies Magma
- Freier Modul
- Freies Monoid

## Freiheit als Funktor
Die Konstruktion des freien Objekts über einer Menge {\displaystyle X} ordnet jeder Menge ein Objekt der gegebenen Kategorie zu, falls freie Objekte in der Kategorie {\displaystyle \mathrm {K} } existieren, etwa {\displaystyle X\mapsto F(X)} mit Abbildungen {\displaystyle i_{X}\colon X\rightarrow V(F(X))}.
Ist {\displaystyle \alpha \colon X\rightarrow Y} eine Abbildung in der Kategorie {\displaystyle \mathrm {Set} }, so gibt es zu {\displaystyle i_{Y}\circ \alpha \colon X\rightarrow V(F(Y))} definitionsgemäß genau einen Morphismus {\displaystyle g_{\alpha }\colon F(X)\rightarrow F(Y)}, so dass
{\displaystyle i_{Y}\circ \alpha =V(g_{\alpha })\circ i_{X}}, das heißt, dass das Diagramm
{\displaystyle {\begin{array}{ccc}X&\xrightarrow {\alpha } &Y\\\downarrow _{i_{X}}&&\downarrow _{i_{Y}}\\V(F(X))&\xrightarrow {V(g_{\alpha })} &V(F(Y))\end{array}}}
kommutativ ist. Setzt man {\displaystyle F(\alpha ):=g_{\alpha }}, so erhält man einen Funktor {\displaystyle F\colon \mathrm {Set} \rightarrow \mathrm {K} }, der linksadjungiert zum Vergissfunktor ist.
Man kann Freiheit umgekehrt als linksadjungierten Funktor zum Vergissfunktor definieren.